# Stazione di Monti-Telti
Stazione di Monti-Telti vasútállomás Olaszországban, Szardínia régióban, Monti településen.

## Vasútvonalak
Az állomást az alábbi vasútvonalak érintik:
- Cagliari–Golfo Aranci Marittima-vasútvonal
- Monti-Tempio-vasútvonal

## Kapcsolódó állomások
A vasútállomáshoz az alábbi állomások vannak a legközelebb: 
- Stazione di Chirialza
- Mandras railway station
- Telti railway station